# Amphithéâtre de Castelleone di Suasa
 (avril 2024).
Si vous disposez d'ouvrages ou d'articles de référence ou si vous connaissez des sites web de qualité traitant du thème abordé ici, merci de compléter l'article en donnant les références utiles à sa vérifiabilité et en les liant à la section « Notes et références ».
L’Amphithéâtre de Castelleone di Suasa est un amphithéâtre romain construit en Italie au pied d'une colline près de la ville romaine de Suasa (aujourd'hui Castelleone di Suasa, dans la région des Marches).

## Histoire
Il a vraisemblablement été construit au Ier siècle av. J.-C., voire au début du siècle suivant, c'est-à-dire sous le règne de l'empereur Auguste.
C'était le plus grand amphithéâtre romain de la région des Marches, avec plus d'une vingtaine de gradins pour accueillir entre 7 000 et 10 000 spectateurs, et six entrées. Il était construit en majeure partie en pierre et en brique, et il semblerait qu'une partie était en bois.
À la fin de l'Empire romain, il cessa d'être utilisé comme édifice de spectacle, mais devint une forteresse, avant d'être définitivement abandonné et de servir comme carrière.
Des recherches archéologiques eurent lieu au XXe siècle, et une partie de l'arène et de la cavea fut restaurée.
Il appartient aujourd'hui au parc archéologique de Suasa et est toujours en restauration. Durant l'été, des pièces de théâtre et des spectacles sont joués dans les restes de l'amphithéâtre.

## Galerie d'images

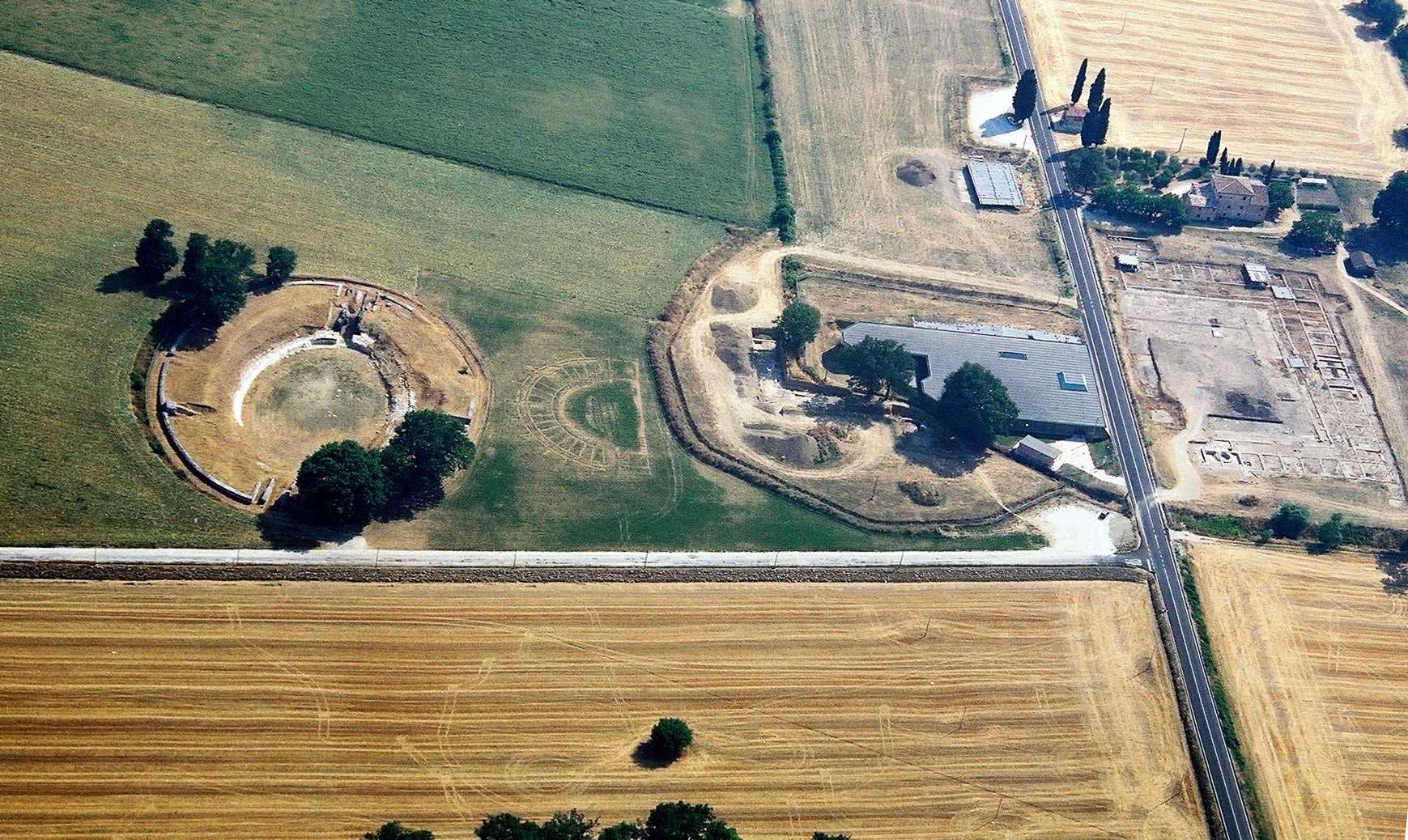
Vue aérienne (2003) : l'amphithéâtre est à gauche.
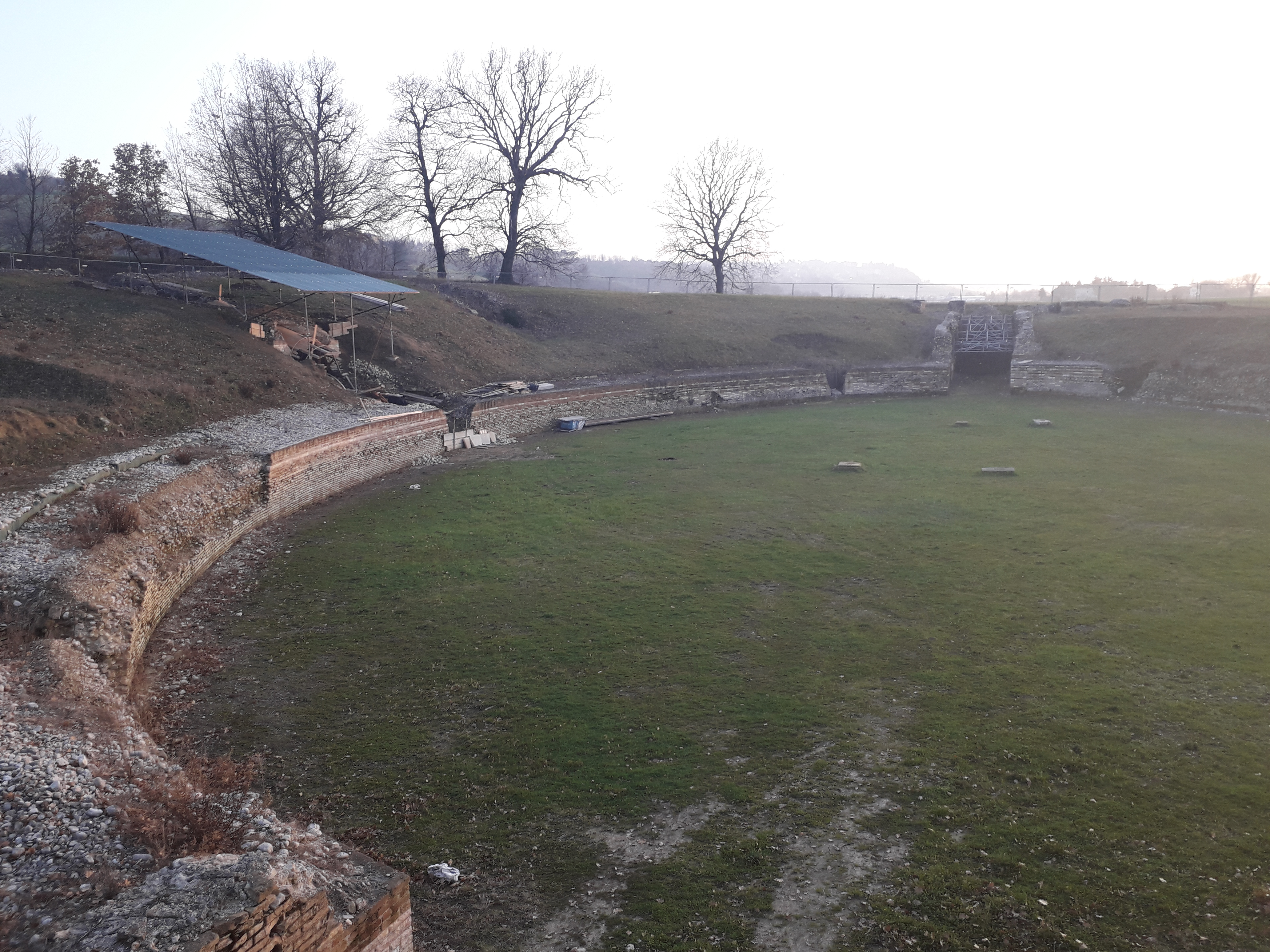
Vue partielle (2018).
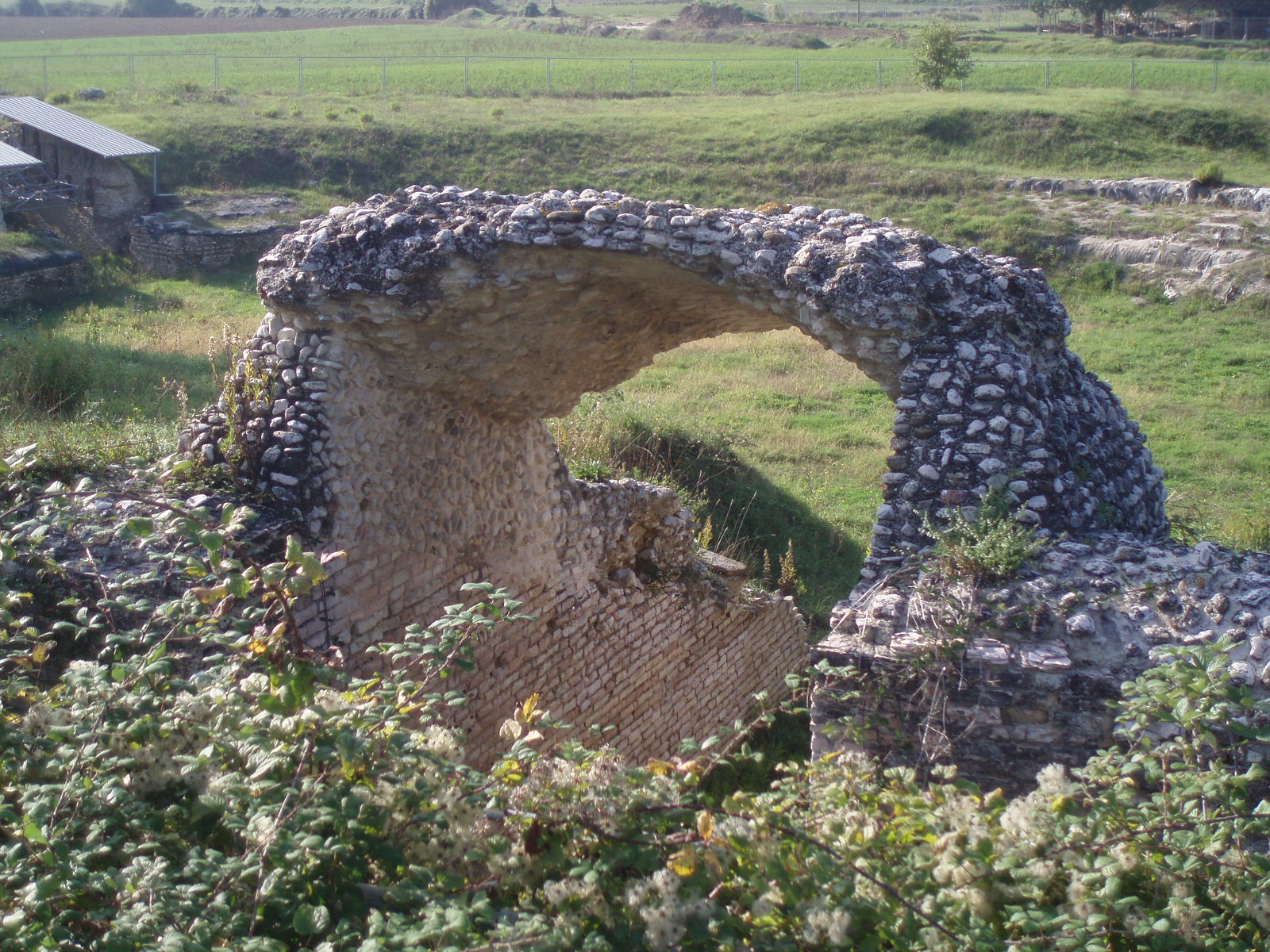
Détail d'un vomitoire (2006).
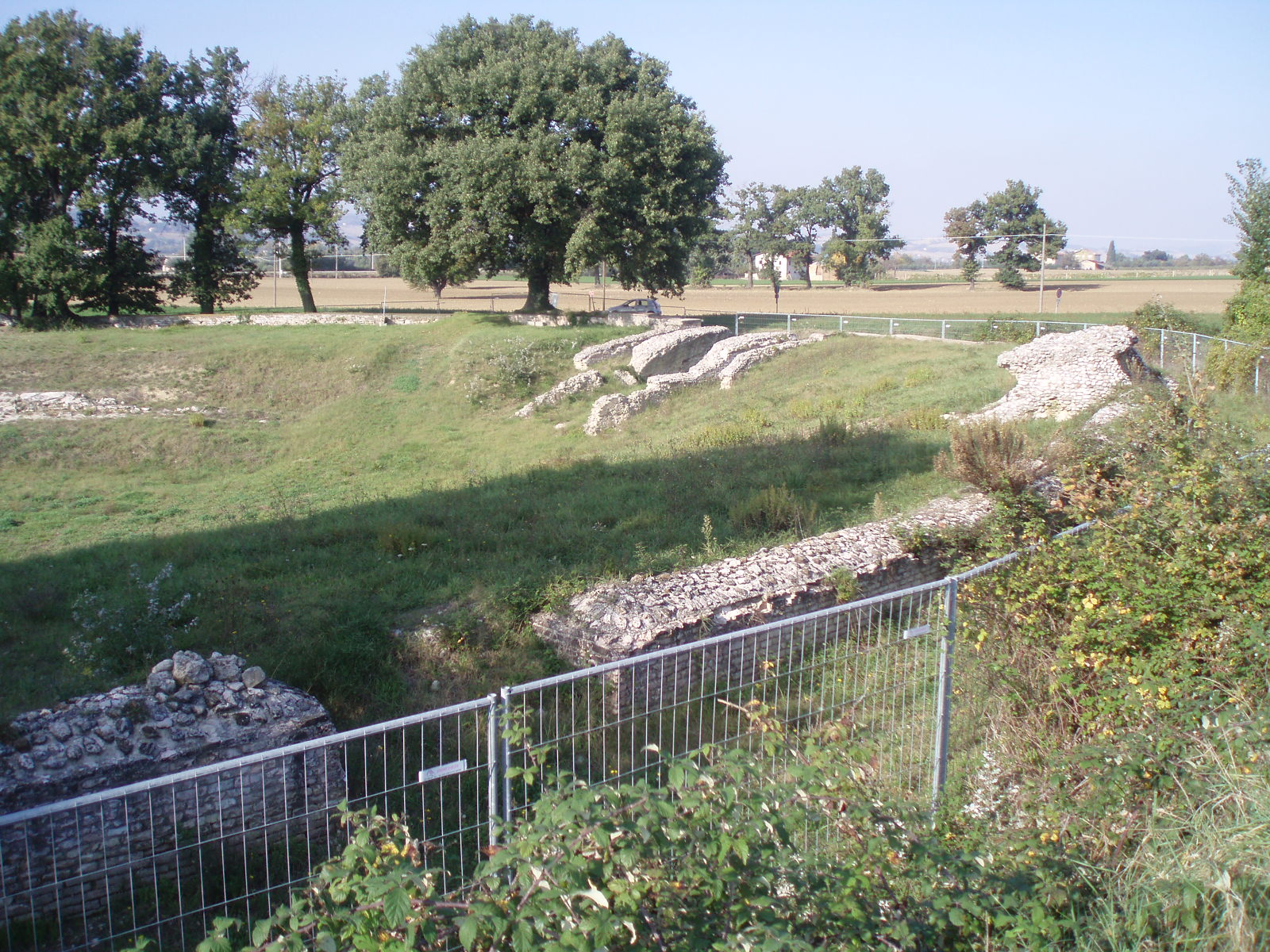
Porta Pompae (2006).

### Article lié
- Liste d'amphithéâtres romains